# آزاده اردکانی
آزاده اردکانی در سال‌های ۱۳۸۸ تا ۱۳۹۰ رئیس موزه ملی ایران بود. وی در تاریخ ۱۳ بهمن ۱۳۸۸ از سوی حمید بقایی، رئیس وقت سازمان میراث فرهنگی به این سمت گماشته شد.

## فعالیت
اردکانی دانش‌آموخته رشته میکروب‌شناسی از دانشگاه آزاد اسلامی است.
اردکانی در ابتدا معلم خصوصی زبان انگلیسی اسفندیار رحیم مشائی و حمید بقایی بود.
وی سپس سردبیر سایت اطلاع‌رسانی اجتماعی و فرهنگی میراث آریا و سایت خبرگزاری مناطق آزاد و همچنین سردبیر نشریه پارسه شد.
اردکانی با پنج سال سابقه کاری در سازمان میراث فرهنگی و ۲۰ روز پس از انتصابش به معاونت موزه ملی ایران، مدیر این موزه شد.
انتصاب وی با انتقاد متخصصان میراث فرهنگی و باستان شناسان کشور همراه بود.

## دستگیری
او در هفتم ژوئیه ۲۰۱۱ بازداشت شد. بازداشت او در راستای بازداشت‌های جریان انحرافی بود.
وی پس از محاکمه از سوی شعبه ۱۵ دادگاه انقلاب به اتهام تحصیل مال نامشروع به ۶ ماه حبس و پرداخت ۵۰ میلیون تومان جریمه نقدی محکوم شد.
برکناری وی از پست ریاست موزه ملی در ۲۱ تیر ۱۳۹۰ با انتصاب داریوش اکبرزاده به عنوان سرپرست موزه به‌طور رسمی تأیید شد.